# توماس لوري
توماس مارتن لوري (بالإنجليزية: Martin Lowry)‏ (26 أكتوبر 1874 - 2 نوفمبر 1936) هو كيميائي فيزيائي إنجليزي اشتُهر باقتراحه نظرية برونستد-لوري للحموض والقواعد في وقتٍ واحدٍ وبشكلٍ مُستقلٍ مع الدنماركي يوهانس نيكولاوس برونستد. كان لوري عضواً مُؤسساً ورئيساً (1928 - 1930) لجمعية فارادي، كما كان عضواً في الجمعية الملكية.

## روابط خارجية
- توماس لوري على موقع الموسوعة البريطانية (الإنجليزية)